# Basílio Viana Júnior
Basílio Viana Júnior, o Basílio Viana, foi um dos fundadores do Botafogo Football Club em 1904 e foi o responsável pelo desenho do primeiro escudo do clube. Era um escudo no estilo suíço, tendo o seu contorno em preto. Sobre um fundo branco, havia, ao centro, as iniciais do clube: B F C, entrelaçadas, em preto.
Além disso, foi o jogador do time atuando na posição meio-campista e participou do primeiro jogo do Botafogo Football Club foi no dia 2 de outubro de 1904, um amistoso contra o Football and Athletic Club.